# Something Got Me Started
Something Got Me Started is een nummer van de Britse band Simply Red. Het is de eerste single van hun vierde studioalbum Stars uit 1991. Op 9 september dat jaar werd het nummer wereldwijd op single uitgebracht.

## Achtergrond
De single leverde Simply Red een wereldwijde hit op. In thuisland het Verenigd Koninkrijk werd de 11e positie in de UK Singles Chart behaald. In Ierland de 8e, Australië de 29e, Nieuw-Zeeland de 10e, de VS de 23e, Canada de 11e, Frankrijk de 19e, Zweden de 18e, Denemarken de 5e, de Duitsland de 11e, Oostenrijk de 5e, Zwitserland de 6e en in de Eurochart Hot 100 de 9e positie.
In Nederland werd de plaat in het najaar van 1991 veel gedraaid op Radio 3 en werd een grote hit in de destijds twee landelijke hitlijsten op de nationale publieke popzender. De plaat bereikte de 5e positie in de  Nederlandse Top 40 en de 3e positie in de Nationale Top 100.
In België bereikte de single de 10e positie in de Vlaamse Radio 2 Top 30 en de 15e positie in de voorloper van de Vlaamse Ultratop 50. In Wallonië werd géén notering behaald.

## Videoclip
De officiële videoclip voor de single is geregiseerd door de Britse filn en muziek videoregisseur Andy Morahan die later ook de videoclips voor de Simply Red singles "Fake" en "Home" in Sicily regiseerde. De clip is deels opgenomen in Sevilla, Spanje. In de videoclip danst zanger Mick Hucknall binnen en op straat, terwijl  silhouetten van de band spelen en een vrouw een centrale rol speelt en in diverse steden is te zien terwijl ze rijdt op een scooter. In Nederland werd de videoclip destijds op televisie (Nederland 2) uitgezonden door Veronica in de tv-versie van de Nederlandse Top 40 en het popprogramma Countdown en door de TROS in het popprogramma Popformule.